# Odynerus aurantipennis
Odynerus aurantipennis är en stekelart som beskrevs av Giordani Soika. Odynerus aurantipennis ingår i släktet lergetingar, och familjen Eumenidae. Inga underarter finns listade i Catalogue of Life.